# لويس هرنانديز كابريرا
لويس هرنانديز كابريرا هو لاعب كرة قدم كوبي في مركز الوسط، ولد في 23 يونيو 1959. لعب مع FC Ciudad de La Habana ‏.

## وصلات خارجية
- لويس هرنانديز كابريرا على موقع قاعدة بيانات كرة القدم.إي يو (الإنجليزية)
- لويس هرنانديز كابريرا على موقع ناشيونال فوتبول تيمز (الإنجليزية)
- لويس هرنانديز كابريرا على موقع أوليمبيديا (الإنجليزية)